# Edna Beilenson
Edna Rudolph Beilenson (Nova York, 16 de juny de 1909 – íd., 28 de febrer de 1981) va ser una periodista, tipògrafa, impressora de premsa fina, dissenyadora de llibres, autora de llibres de cuina, editora i copropietària, juntament amb el seu marit, de la Peter Pauper Press des de 1931 fins a la seva mort, al 1962, i després l'única propietària i presidenta fins que ella mateixa va morir, al 1981.

## Primers anys
Edna Rudolph era filla dels artistes John i Anna (Beilenson) Rudolph. Es va graduar cum laude amb una llicenciatura en periodisme al Hunter College el 1928. El 1930, Edna Rudolph es va casar amb el seu cosí, Peter Beilenson, que havia fundat la Peter Pauper Press el 1928.

## Carrera
El 1932, Edna Beilenson es va incorporar al negoci del treball de premsa a la Peter Pauper Press, aprenent comptabilitat i composició. Se li atribueix l'aportació d'un fort sentit del disseny gràfic i del color a les produccions de premsa, que es van convertir en els distintius de les publicacions de l'empresa. The Press pretenia «imprimir llibres tan bonics com ho faria un artesà, i vendre'ls tan barats com només ho podria fer un pobre». Beilenson va desenvolupar un gran sentit dels negocis, introduint el concepte de llibres de regal de butxaca i va editar una sèrie de petits llibres de cuina que es van vendre molt bé.

## The Staff Side
Beilenson va dirigir un grup de dones actives en la producció de llibres de premsa fina, des de diverses formes d'il·lustració fins a enquadernació, treball amb punxó, composició i disseny gràfic, possiblement com a resposta de les dones a l'organització de tipògrafs The Typophiles, que no admetia dones. La seva primera producció formal va ser una obra feminista titulada Bookmaking on the Distaff Side, publicada el 1937. S'hi van unir dues llumeneres masculines del món de la premsa privada, Bruce Rogers, que en va escriure la introducció, i Frederic W. Goudy, que hi va escriure un record de la seva dona, Bertha M. Goudy, que havia mort el 1936. Beilenson, Jane Grabhorn, Gertrude Stein, Wanda Gág i d'altres hi van contribuir amb assaigs, històries, imatges i altres obres de sàtira i comentaris sobre les contribucions ignorades de les dones en la producció de llibres; cada aportació al llibre –fins a 31, en total– va ser editada per una impressora diferent. Per exemple, l'assaig de Beilenson, "Men in Printing", es va imprimir a la Peter Pauper Press, mentre que la sàtira d'Anne Lyon Haight, "Are Women the Natural Enemies of Books?" va ser impresa a la Powgen Press.
La introducció que va fer Beilenson per a una publicació de Distaff Side de 1950, A Children's Sampler, il·lumina clarament la missió del grup:
"The Staff Side és una organització de dones més o menys unides... i les seves membres han estat reclutades en impremtes, editorials, estudis i altres amagatalls on es poden trobar devotes de les arts gràfiques. […] Va néixer d'una justa indignació pel fet que mai s'hagi concedit prou reconeixement al lloc de la dona en la història de la impremta. Per esmenar aquesta deficiència, The Staff Side va publicar el seu primer llibre, titulat Bookmaking on the Distaff Side, que va revelar les contribucions monumentals que solteres, esposes i vídues han fet a les arts gràfiques".
Sota el lideratge de Beilenson, membres del mateix grup van formar més tard la Distaff Press, que va publicar molts altres títols sobre la història de la impremta femenina.

## Assoliments i premis professionals
Beilenson es va convertir en una membre activa de l'Institut Americà d'Arts Gràfiques (AIGA) i d'altres organitzacions professionals de llibres i arts gràfiques. Va ser escollida la primera dona presidenta d'AIGA, càrrec que va ocupar entre 1958 i 1960. Va ser una de les primeres dones elegides al Grolier Club, membre de la Royal Society of Arts de Londres i presidenta de la Goudy Society. El 1968 es va escollir Beilenson com la dona destacada de l'any en els negocis. El 1973 va ser elegida membre del Hunter College Alumnae Hall of Fame. El 1980, va rebre el premi Goudy del Rochester Institute of Technology a l'excel·lència en tipografia.
Quan el seu marit va morir sobtadament el 1962, ella es va fer càrrec del negoci en solitari i continuà amb èxit, fins a la seva pròpia mort, el 28 de febrer de 1981, les activitats d'edició i impressió que ja duia a terme fins aleshores. Des de 1981, la família Beilenson ha continuat gestionant la Peter Pauper Press com una empresa familiar.

## Obres seleccionades
- Book Making on the Distaff Side. Nova York: Distaff Side, 1937.
- Beilenson, Edna, "Big Chief Type-Face". A Garland for Goudy: Being Verses, Old and New, Gathered for his80th Birthday, 8 de març de 1945, 1945.
- Beilenson, Edna, "Experimentation and the Individual—A Psychological Approach". In Graphic Forms: The Arts As Related to the Book, 1949.
- Beilenson, Edna, ed. A Children's Sampler: Selections from Famous Children's Books, Printed with Care & Solicitude, 1950.
- Sèrie de cuina senzilla.
- ABC de... Sèrie de cuina.
- Beilenson, Edna i Herb Roth. Cooking to Kill!: The Poison Cook-Book, Comic Recipes for the Ghoul, Cannibal, Witch & Murderer, 1951.
- Beilenson, Edna. Abalone to Zabaglione: Unusual and Exotic Recipes, 1957